# Нижняя Тощица
Нижняя То́щица (бел. Ніжняя Тошчыца) — деревня в составе Новобыховского сельсовета Быховского района Могилёвской области Беларуси. До 2013 года в составе Нижнетощицкого сельсовета.

## География
На ручье Тощица (правый приток Днепра).

## История
Упоминается в 1756 году как деревня Тощица в Рогачёвском войтовстве Рогачёвского староства. В 1764 году относилась к приходу Шапчицкой униатской церкви.
После 1-го раздела Речи Посполитой (1772 год) в составе Российской империи. Часть бывшего Рогачевского староства, включая Тощицу (112 крестьян, 6 евреев), была пожалована Екатериной II 20 февраля (3 марта) 1774 года статскому советнику Павлу Артемьевичу Левашову.
В 1863 году помещиком был губернский секретарь Григорий Яковлевич Печковский. За соучастие в повстанческом отряде под руководством Фомы Гриневича он был сослан в Олонецкую губернию, в Повенце находился под секретным, строгим надзором полиции с 28 ноября (10 декабря) 1864 года «за сношение с самыми главными деятелями мятежа и совершенную неблагонадежность в политическом отношении».
В 1869 имение Нижняя Тощица приобрел генерал лейтенант Николай Николаевич Вельяминов. В 1882 году помещику принадлежало 1486 десятин земли, водяная мельница, круподерный завод.
В 1897 году 70 дворов, 473 жителя, в Кистеневской волости Рогачевского уезда Могилевской губернии. Имелись школа грамоты, хлебозапасный магазин, питейный дом. Рядом существовало имение — 4 двора, 14 жителей, водяная мельница, сукновальня, корчма. В 1903 году на базе школы грамоты создана земская школа и построено для нее здание.
В 1909 году сельскому обществу (79 дворов, 648 жителей) принадлежало 734 десятины земли. Деревня относилась к приходу Кистеневской церкви (село Кистени).
26 января (8 февраля) 1918 года около деревни объединенные силы Минского, Витебского и Могилевского красногвардейских отрядов вели бой против польского корпуса Довбор-Мусницкого. С февраля по ноябрь 1918 года оккупирована немецкими войсками.
На базе дореволюционной создана рабочая школа 1-й ступени, в которой в 1925 году было 77 учеников. В бывшем помещичьем имении в 1925 году действовало садово-огородное хозяйство. В этом же году в деревне возникло товарищество «Октябрьское» (11 семей) по переселении в Амурскую область. В ходе программы коллективизации сельского хозяйства в 1930 году организован колхоз имени С. М. Буденного.
Во время Второй мировой войны под немецкой оккупацией с июля 1941 года до 24 февраля 1944 года. 45 уроженцев деревни погибли на фронтах. В память о них в 1969 году в центре деревни установлена стела.
В 1982 году 51 хозяйство, 156 жителей, центр колхоза имени К. С. Заслонова. Около здания правления колхоза установлен бюст К. С. Заслонова.

## Население
- 1777 год — 112 крестьян, 6 евреев
- 1897 год — 473 человека
- 1909 год — 648 человек
- 1926 год — 566 человек
- 1982 год — 156 человек
- 2007 год — 156 человек
- 2009 год — 138 человек
- 2019 год — 114 человек[8]